# Кальдези, Лодовико
Лодовико Кальдези (итал. Ludovico Caldesi или итал. Luigi Caldesi, 19 февраля 1821 — 25 мая 1884) — итальянский ботаник, миколог и политик.

## Биография
Лодовико Кальдези родился в городе Фаэнца 19 февраля 1821 года.
Кальдези интенсивно участвовал в политической жизни своего времени, чередуя это с ботаническими исследованиями.
После 1870 года он замедлил свою политическую жизнь, чтобы посвятить себя систематическому изучению растений.
Лодовико Кальдези трагически погиб 25 мая 1884 года после аварии в городе Фаэнца.

## Научная деятельность
Лодовико Кальдези специализировался на Мохообразных, водорослях, семенных растениях и на микологии.